# Chail
Chail és un municipi francès situat al departament de Deux-Sèvres i a la regió de la Nova Aquitània. L'any 2007 tenia 483 habitants.

## Demografia

### Població
El 2007 la població de fet de Chail era de 483 persones. Hi havia 172 famílies de les quals 33 eren unipersonals (26 homes vivint sols i 7 dones vivint soles), 62 parelles sense fills, 66 parelles amb fills i 11 famílies monoparentals amb fills.
La població ha evolucionat segons el següent gràfic:
Habitants censats

### Habitatges
El 2007 hi havia 212 habitatges, 185 eren l'habitatge principal de la família, 15 eren segones residències i 12 estaven desocupats. 204 eren cases i 7 eren apartaments. Dels 185 habitatges principals, 134 estaven ocupats pels seus propietaris, 46 estaven llogats i ocupats pels llogaters i 5 estaven cedits a títol gratuït; 4 tenien una cambra, 6 en tenien dues, 17 en tenien tres, 52 en tenien quatre i 107 en tenien cinc o més. 138 habitatges disposaven pel capbaix d'una plaça de pàrquing. A 73 habitatges hi havia un automòbil i a 107 n'hi havia dos o més.

### Piràmide de població
La piràmide de població per edats i sexe el 2009 era:
| Homes | Edats   | Dones |
| ----- | ------- | ----- |
| 0     | 95 o +  | 0     |
| 0     | 90 a 94 | 0     |
| 8     | 85 a 89 | 0     |
| 4     | 80 a 84 | 4     |
| 8     | 75 a 79 | 12    |
| 16    | 70 a 74 | 12    |
| 12    | 65 a 69 | 4     |
| 16    | 60 a 64 | 8     |
| 8     | 55 a 59 | 20    |
| 24    | 50 a 54 | 20    |
| 24    | 45 a 49 | 16    |
| 16    | 40 a 44 | 16    |
| 8     | 35 a 39 | 16    |
| 24    | 30 a 34 | 24    |
| 16    | 25 a 29 | 12    |
| 16    | 20 a 24 | 28    |
| 8     | 15 a 19 | 4     |
| 4     | 10 a 14 | 28    |
| 20    | 5 a 9   | 16    |
| 4     | 0 a 4   | 16    |

## Economia
El 2007 la població en edat de treballar era de 306 persones, 231 eren actives i 75 eren inactives. De les 231 persones actives 216 estaven ocupades (117 homes i 99 dones) i 15 estaven aturades (7 homes i 8 dones). De les 75 persones inactives 28 estaven jubilades, 27 estaven estudiant i 20 estaven classificades com a «altres inactius».

### Ingressos
El 2009 a Chail hi havia 197 unitats fiscals que integraven 522 persones, la mediana anual d'ingressos fiscals per persona era de 16.800,5 €.

### Activitats econòmiques
Dels 15 establiments que hi havia el 2007, 2 eren d'empreses extractives, 1 d'una empresa alimentària, 1 d'una empresa de fabricació d'altres productes industrials, 1 d'una empresa de construcció, 1 d'una empresa de comerç i reparació d'automòbils, 3 d'empreses de transport, 1 d'una empresa d'hostatgeria i restauració, 2 d'empreses immobiliàries, 2 d'empreses de serveis i 1 d'una entitat de l'administració pública.
Dels 3 establiments de servei als particulars que hi havia el 2009, 1 era un taller de reparació d'automòbils i de material agrícola, 1 electricista i 1 restaurant.
L'any 2000 a Chail hi havia 20 explotacions agrícoles que ocupaven un total de 560 hectàrees.

## Equipaments sanitaris i escolars
El 2009 hi havia 1 escola maternal i 1 escola elemental integrada dins d'un grup escolar amb les comunes properes formant una escola dispersa.

## Poblacions més properes
El següent diagrama mostra les poblacions més properes.